# Mirina, královna Amazonek
Mirina, královna Amazonek, (v německém originále Mirina, die Königin der Amazonen) je scénický melodram o třech dějstvích českého skladatele Vojtěcha Jírovce na libreto Franze Ignaze von Holbeina. Premiéru Miriny uvedlo 27. května 1806 vídeňské Divadlo na Vídeňce (Theater an der Wien).

## Vznik, charakteristika a historie
Skladatel Vojtěch Jírovec byl v roce 1804 jmenován druhým kapelníkem opery vídeňského dvorního divadla, mezi jehož povinnosti patřilo rovněž komponování opera a baletů pro touto instituci. Uvedl se hned téhož roku operou Selico, avšak jeho následující větší hudebně-dramatická práce patřila soukromému Divadlu na Vídeňce. To se oproti dvornímu divadlu profilovalo lidovějším repertoárem a důrazem na výpravu; mezi jeho speciality patřil žánr melodramu, jehož popularita u vídeňského publika na přelomu 18. a 19. století vrcholila, ale brzy poté vyhasla. „Velký“, rozumí se celovečerní, melodram Mirina, královna Amazonek, byl prvním i posledním Jírovcovým pokusem v tomto žánru.

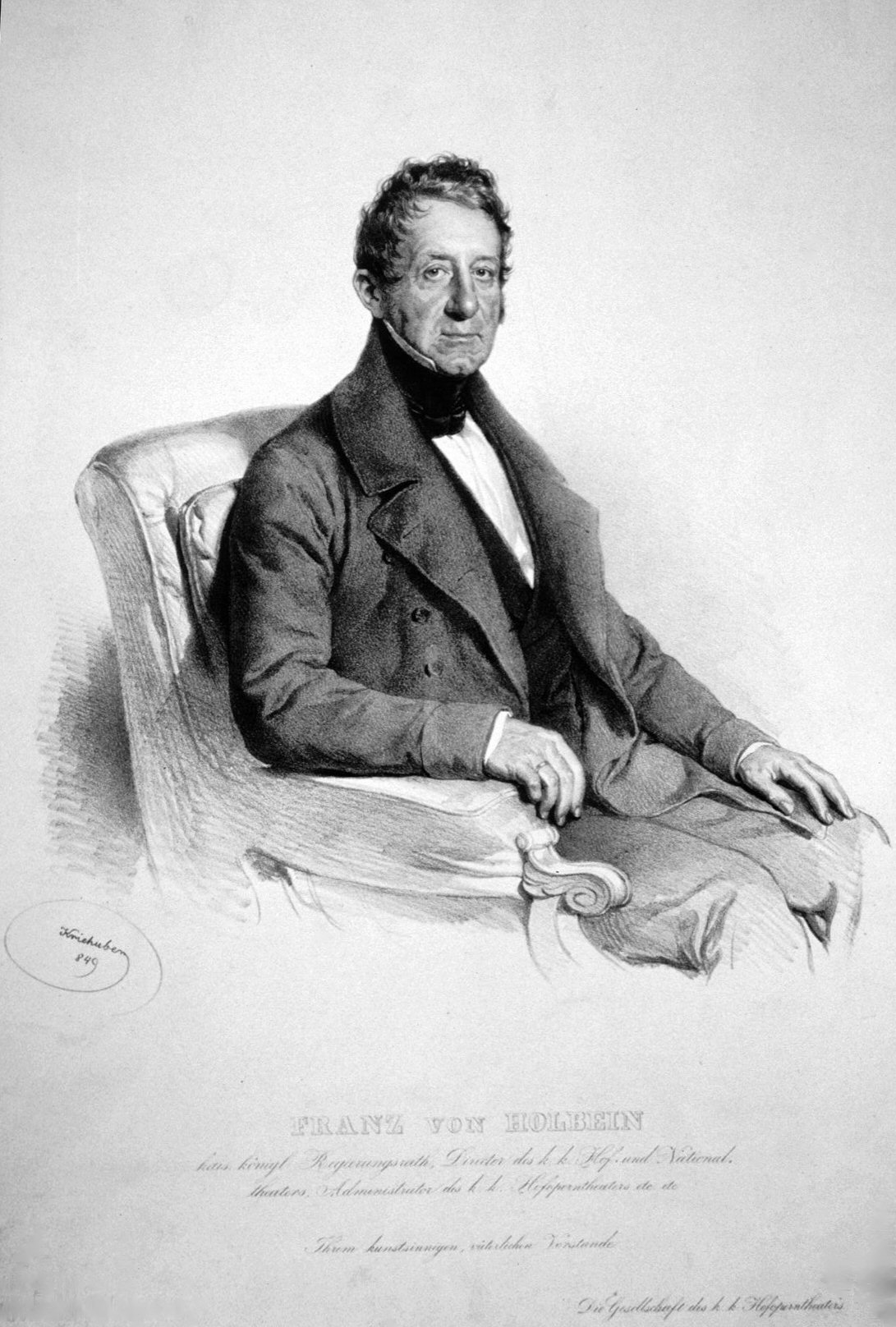
Franz Ignaz von Holbein, libretista Miriny. Rytina Josefa Kriehubera z roku 1849.

Libreto k tomuto melodramu napsal Franz Ignaz von Holbein (1779–1855), který byl právě angažován jako domácí dramatik Divadla na Vídeňce po velkém úspěchu svého dramatu Fridolin. S Jírovcem spolupracoval ještě jednou na libretu jeho poměrně úspěšného romantického singspielu Kajícnice Ida (1807), ale později se vztahy mezi nimi narušily, když Jírovec zhudebnil singspiel Oční lékař na text Johanna Emanuela Veitha, o němž se Holbein domníval, že mu daný námět ukradl. V letech 1821–1824 byl Holbein ředitelem Stavovského divadla.

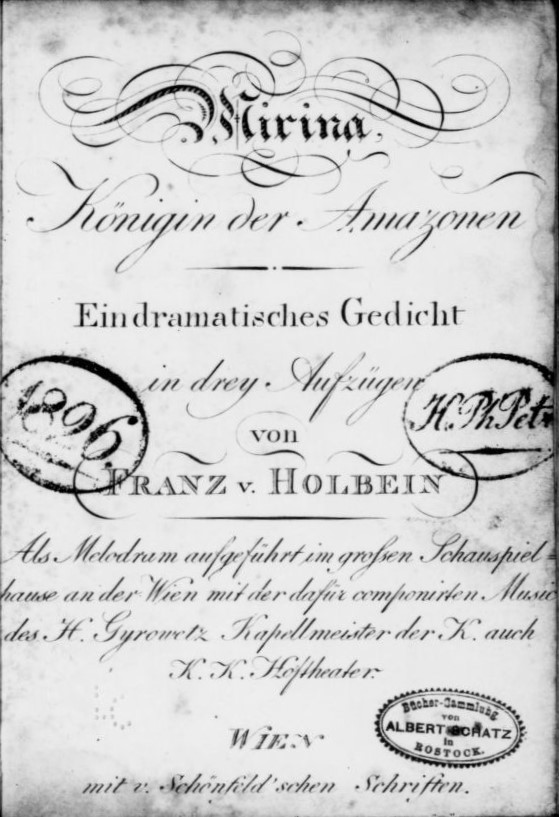
Titulní strana tištěného libreta k Mirině, královně Amazonek z roku 1806

Podobně jako rané klasicistní melodramy Rousseaua, Reichardta nebo J. A. Bendy čerpá námět Miriny z řecké  mytologie – postava královny Amazonek Myriny je známa z podání například Diodóra Sicilského, z jiných pramenů je znám boj hrdiny Bellerofonta proti Amazonkám na příkaz Lýkijského krále Íobata, spojení těchto vyprávění a celá zápletka je však fikcí autora. Pro účely melodramatického zpracování je text vybaven řadou rozsáhlých pantomimických scén (obřad věštby v prvním jednání, průvody, bojové scény – bojová cvičení, souboj i bitva) s hudebním podmalováváním. Pro inscenaci se vedle výpravy a velkého ženského komparsu (částečně tvořeného dětmi – drobnou roli měla například desetiletá pozdější operní pěvkyně Caroline Theimerová) podařilo získat jeden veliký trumf: v titulní roli vystoupila poprvé v Divadle na Vídeňce slavná herečka Betty Rooseová (1778–1808).
Kritiky v tisku byly sžíravé především ve vztahu k textu. Například revue Neue Annalen der Literatur ve své výsměšné recenzi mimo jiné psala: „Tento plod Holbeinova génia, jak před námi leží, má dost dobrou slupku, a dost špatné jádro. […] Ke chvále básně lze říci leda to, že není tak protismyslná, jako jiné produkty tohoto sice povolaného, ale nikoli vyvoleného divadelního básníka. Mnoho rozumu v ní však netkví, a o vynalézavosti nebo poetickém líčení zde opravdu nemůže být řeči.“ Časopis Wiener Theater-Zeitung psal: „Na otázku, zda Mirenin charakter jakožto Amazonky, z pohledu slabosti a obecné ženskosti, neurčitá a kolísající Mithilene, a dále stěží povšimnutelný hrdina jsou správně vykresleni, lze odpovědět rozhodným „ne“. Řeč nejistě kolísá mezi veršem a prózou […] Dlouhé monology dělají hru ještě nudnější a první monolog Miriny je příliš málo motivován.“ Avšak časopis Zeitung für die elegante Welt připomínal, že pro takové výpravné hry není rozhodující básnická úroveň textu, nýbrž  „jsou vypočítány zejména na lesk a potěchu pro oko a vlastně jen dávají scénografovi příležitost ukázat své umění“; z tohoto hlediska nepochyboval o Mirenině účinku na obecenstvo.

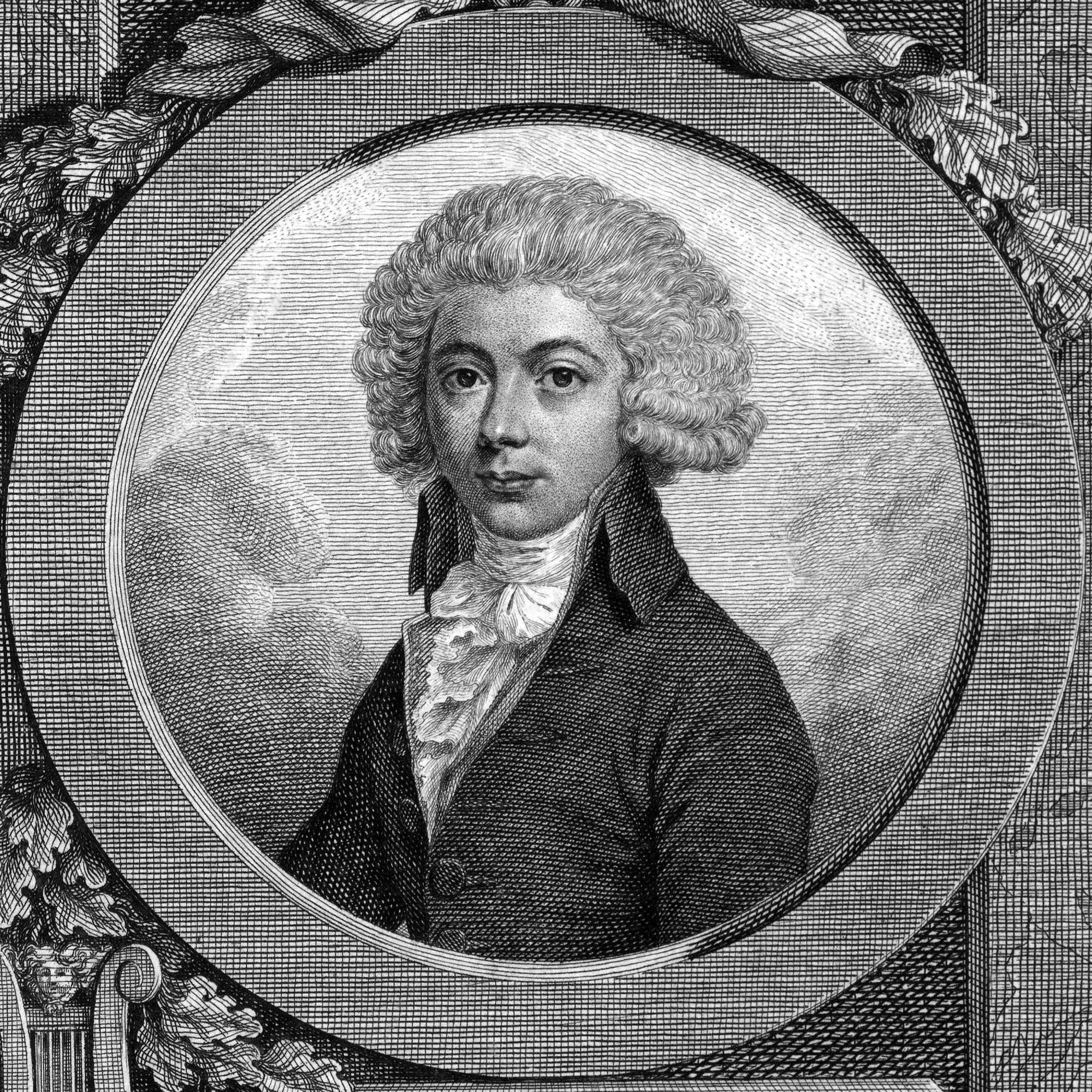
Vojtěch Jírovec, rytina z roku 1794

Ohledně hudby vyjadřovala například kritika revue Allgemeine musikalische Zeitung své obecné mínění o „nevhodnosti a malé umělecké hodnotě větších melodramů“, které platilo i pro Mirinu. „Hudba není původní ani hluboká a při tak dlouhém melodramu se musí na mnoha místech, kde nevládnou žádné zjitřené city, stát bezvýznamnou; přesto jsou jednotlivé partie živé a vícero sólových kusů prokazuje velkou znalost hudebních nástrojů.“ Wiener Theater-Zeitung psal: „Hudba je místy příjemná, ba i charakteristická, ale ve druhém a třetím aktu její úroveň klesá.“ Týž list se dva měsíce po premiéře vyslovil o Mirině ještě nesmlouvavěji: „Tento kus je zjevně velmi nepovedenou napodobeninou Schillerovy Panny orleánské. Královna Amazonek je sestavena ze samých banalit a vybledlé sentimentality, které přednáší ve velmi dlouhých monolozích a nadmíru prozaických verších, které jsou ne vždy vhod přerušovány a doprovázeny hudbou.“
Recenze se však shodovaly na tom, že Mirinu pozdvihl na vyšší úroveň jen herecký výkon paní Rooseové, a jemu také připisovaly případnou přízeň, které se tomuto melodramu dostalo.

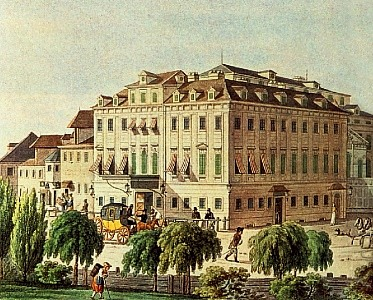
Divadlo na Vídeňce roku 1815, kresba Jakoba Alta

Mirina se v Divadle na Vídeňce dávala sedmkrát (i když podle Aloise Hniličky to bylo třikrát), do konce sezony 1805–1806. Další inscenaci uvedlo až Městské divadlo v Brně (premiéra se konala 17. listopadu 1817). V roce 1818 se konala dvě představení Miriny v německém divadle v Pešti. 17. ledna 1824 je doloženo také představení Miriny v Městském divadle v Opavě.
Poslední inscenaci ve Vídni nastudovalo divadlo Theater in der Josefstadt v roce 1826 (premiéra 14. října), tedy s dvacetiletým odstupem od prvního uvedení. Jednalo se o výpravnou inscenaci s Beatrix Fischerovou v titulní roli, v níž si kritika povšimla koní na jevišti a především 60 sličných Amazonek. Kritika tentokrát příznivě přijala Jírovcovu hudbu, o dramatickém díle jako takovém však její mínění setrvalo. Wiener Theater-Zeitung označil Mirinu po premiéře jako „…melodram, na který velectěný pan autor [=Holbein] […] jistě nevzpomíná se zvláštní otcovskou láskou a který už při svém původním provedení, když hlavní roli hrála nezapomenutelná paní Rooseová, nedokázal získat obecnou oblibu, byť byl obdařen tak trefnou hudební složkou od našeho Jírovce“. Podle recenzenta Allgemeine musikalische Zeitung „patří mezi produkty, proti kterým se z hlediska dikce nedá nic namítat, které však jinak nehřejí ani nestudí a o kterých se člověk sám nedokáže rozhodnout, zda se jimi bavil nebo nudil.“ Velmi krátkou jevištní dráhu této inscenace komentuje časopis Der Sammler: „…přestože [Mirina] při posledním představení se 48 Amazonkami [namísto původních 60] pořád měla proti obecenstvu přesilu, musela se přece – jak jí autor prorocky předepsal – vzdát trůnu a odejít bohdá navždy na odpočinek do divadelního archivu“. Přesto se Mirina dále hrála např. v Šoproni (premiéra 16. listopadu 1828).
Jírovec ze své hudby k Mirině samostatně uplatnil předehru, kterou uváděl koncertně (například roku 1812).

## Osoby a první obsazení

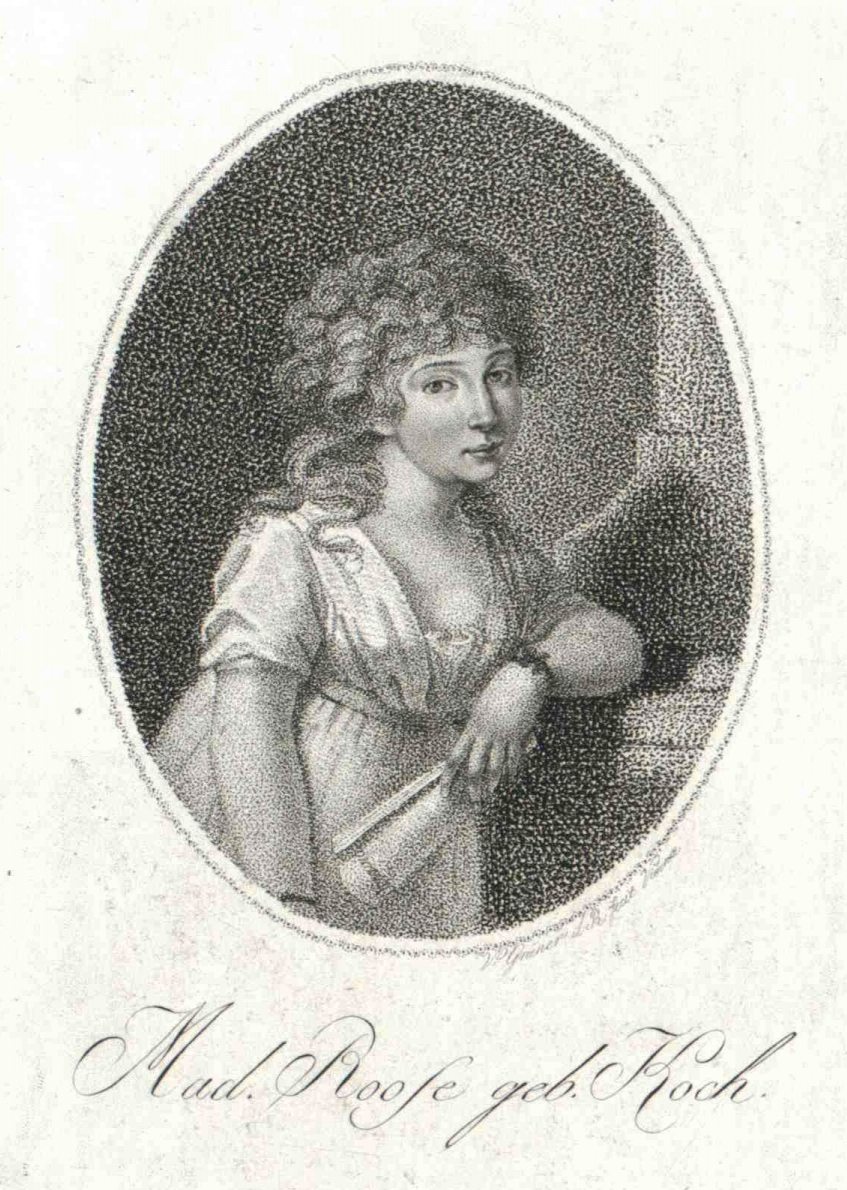
Herečka Betty Rooseová, první představitelka Miriny

| osoba                                          | premiéra (27. května 1806)           |
| ---------------------------------------------- | ------------------------------------ |
| Mirina, královna Amazonek                      | Betty Roose (roz. Elisabeth Eckardt) |
| Mithilene, její sestra                         | Wieland                              |
| Priene, vojevůdkyně                            | Otto                                 |
| Phylas, Mirinin starý otrok                    | Leopold Scholz                       |
| Jobates, král Lýkie                            | Sebastian Mayer                      |
| Bellerophon, jeho vojevůdce                    | Karl Schmidtmann                     |
| Velekněz                                       | Joseph Rothe                         |
| Jedna z Amazonek                               | Caroline Teimer                      |
| Amazonky, otroci, lýkijští kněží a vojáci, lid |                                      |

## Děj melodramu
Odehrává se v pohoří Taurus a v hlavním městě Lýkie.

### 1. dějství
(1. obraz – Dvorana před chrámem v hlavním městě Lýkie) K ranicím Lýkie v pohoří Taurus se nezadržitelně blíží vojsko Amazonek vedené charismatickou bojovnicí Mirinou. Lýkijský král Jobates vysílá proti ní své vojsko vedené Bellerophonem, slavným vojevůdcem, který se poté, co byla Joatova jediná dcera unesena ještě v kolébce a jeho žena zemřela žalem, stal královým nejbližším přítelem. Lýkijští kněží po věšteckém obřadu prohlašují, že jakmile Bellerophon Mirinu přemůže, navrátí se i ztracená princezna. Na naléhání kněží přísahá Bellerophon bohům, že Mirinu zabije. Pak vyráží do války.
(2. obraz – Tábor Amazonek)  Královna Mirina vchází v průvodu svých bojovnic a velí k odpočinku. O samotě pak pozoruje měsíc a cítí podivný stesk a touhu, na které dokáže zapomenout jen v bitevní vřavě. Poté, varována svým starým otrokem Phylasem, pozoruje, jak do jejího stanu vniknou s vražednými úmysly Amazonky Mithilene a Priene. Nikoho v něm však nenajdou, a když z něj vystoupí, naleznou Mirinu obklopenou její stráží. Mirina je obě jen pokárá a nechává jít. Za pár okamžiků Mithilene a Priene ohlašují, že se blíží lýkijské vojsko. Mirina se těší na střet s vychvalovaným Bellerophonem a dává rozkazy k protiútoku.

### 2. dějství
(1. obraz – Skalnatá krajina s pramenem) Bellerophon, zbídačelý a se zlomeným mečem, byl Mirinou na hlavu poražen, ale chce si vykoupit čest tím, že ji vyhledá a vyzve na osobní souboj. Nalezne ho Phylas, který přichází s měchy pro vodu, a vypráví mu, že ho Mirina hledá a sama mu nabízí souboj. Bellerophon odchází s Phylasem do ležení Amazonek.

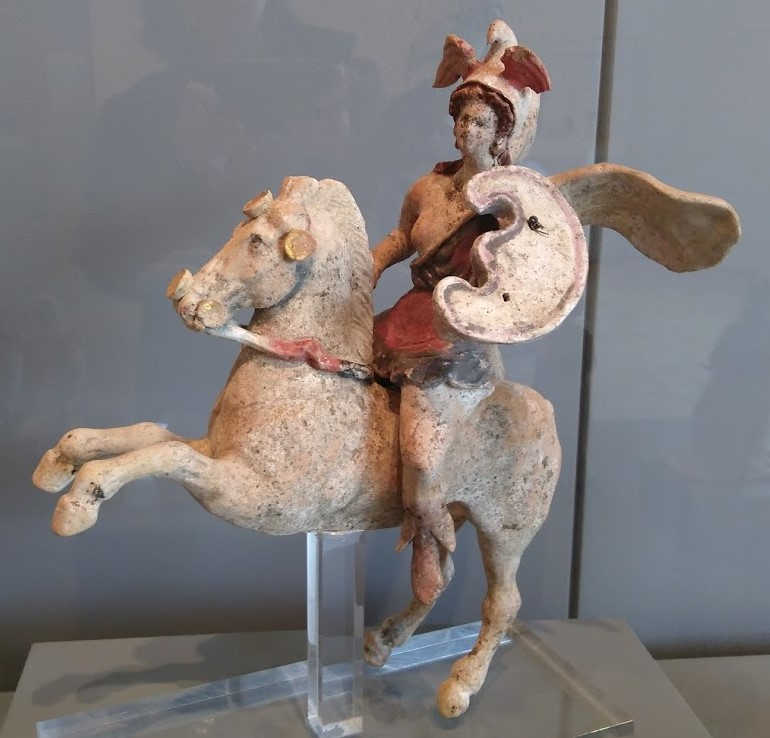
Amazonka na koni, starořecká figurka z pálené hlíny

(2. obraz – Tábor Amazonek) Mirina se zlobí, že Bellerophon není k nalezení, ale vzápětí je poražený vojevůdce přiváděn k ní. Královna a Bellerophon si sjednávají souboj, ale současně se do sebe na první pohled zamilují. Mirina posílá Bellerophona v doprovodu Mithinele, aby si před zápasem odpočinul. Sama se pak snaží vyznat ve svých citech a lituje, že musí být „jen“ královnou Amazonek.
(3. obraz – Vnitřek Mithilenina stanu) Jak Mithilene vypráví Bellerophonovi, je Mirininou starší sestrou. Jejich matka určila za svou nástupkyni Mirine, ale Mithilene je přesvědčena, že hodnost má náležet jí. Snaží se Bellerophona přesvědčit, aby se připojil k ní a jejím stoupenkyním a bojoval s nimi proti Mirině. Jenže tento rozhovor vyslechne i Mirina a stane se svědkem toho, jak Bellerophon nabídku pohoršeně odmítá a vyslovuje svou lásku k ní. Mirina opět sestru posílá pryč s káravým pohledem a vyznává si s Bellerophonem lásku. Vojevůdce jí navrhuje, aby spolu utekli před soubojem i před nebezpečím, které Mirině od nespokojených družek hrozí, ale Mirina mu připomíná své vladařské povinnosti i jeho přísahu. Tuba svolává k souboji a oba na něj neochotně odcházejí.
(4. obraz – Tábor Amazonek se zápasištěm) Před shromážděnými Amazonkami se Mirina pouští do souboje na život a na smrt s Bellerophonem. Rychle ho přemůže, avšak když má příležitost ho probodnout, ušetří ho a objímá. Mithilene a Priene křičí „zrada!“ a Amazonky oba zápasníky spoutají. Mirinino místo zaujímá Mithilene.

### 3. dějství
(1. obraz – Vnitřek sluje) Mirina v poutech čeká na smrt a ničeho nelituje. Avšak Amazonka, která ji má hlídat, jí zůstala věrná a Phylas jí přináší nenápadný plášť, odpoutává ji a odvádí na svobodu. Když Mithilene s Priene a ostatními svými věrnými přicházejí, aby Mirinu zabily, zjistí, že královna i s částí amazonských bojovnic uprchla. Avšak dosud mají v moci Bellerophona a jsou si jisté, že se Mirina vrátí, aby se ho pokusila osvobodit – a tentokrát jim neunikne. Mithilene lituje, že takto musí jednat vůči ženě, ke které by za jiných okolností cítila sesterskou lásku, ale pokud má udržet svou oprávněnou dědičnou hodnost, nelze se tomu vyhnout.
(2. obraz – Vnitřek Mithilenina stanu) Mithilene si nechává předvést Bellerophona, a protože si myslí, že byl s Mirinou smluvený, vyptává se ho, kam uprchla. To Bellerophon neví, ale raduje se z této novinky – domníval se totiž, že Mirina již byla po smrti. Jeho jásot Mithilene rozlítí a jen chladnokrevná Priene jí zabrání v tom, aby Bellerophona na místě zabila.
(3. obraz – Jobatesova královská síň) Velekněz oznamuje Jobatesovi, že se k jeho dvoru dostavila Mirina se třemi sty Amazonek a nabízí se, že s pomocí lýkijského vojska osvobodí Bellerophona. Pak sama Mirina důstojně předstupuje a opakuje svůj slib – i za tu cenu, že ji Bellerophon po osvobození bude muset zabít, aby splnil svou přísahu. Jobates jí důvěřuje a poskytne jí své vojsko. Přál by si Bellerophona přísahy zprostit, ale to mohou učinit jen bohové nějakým zázračným znamením.

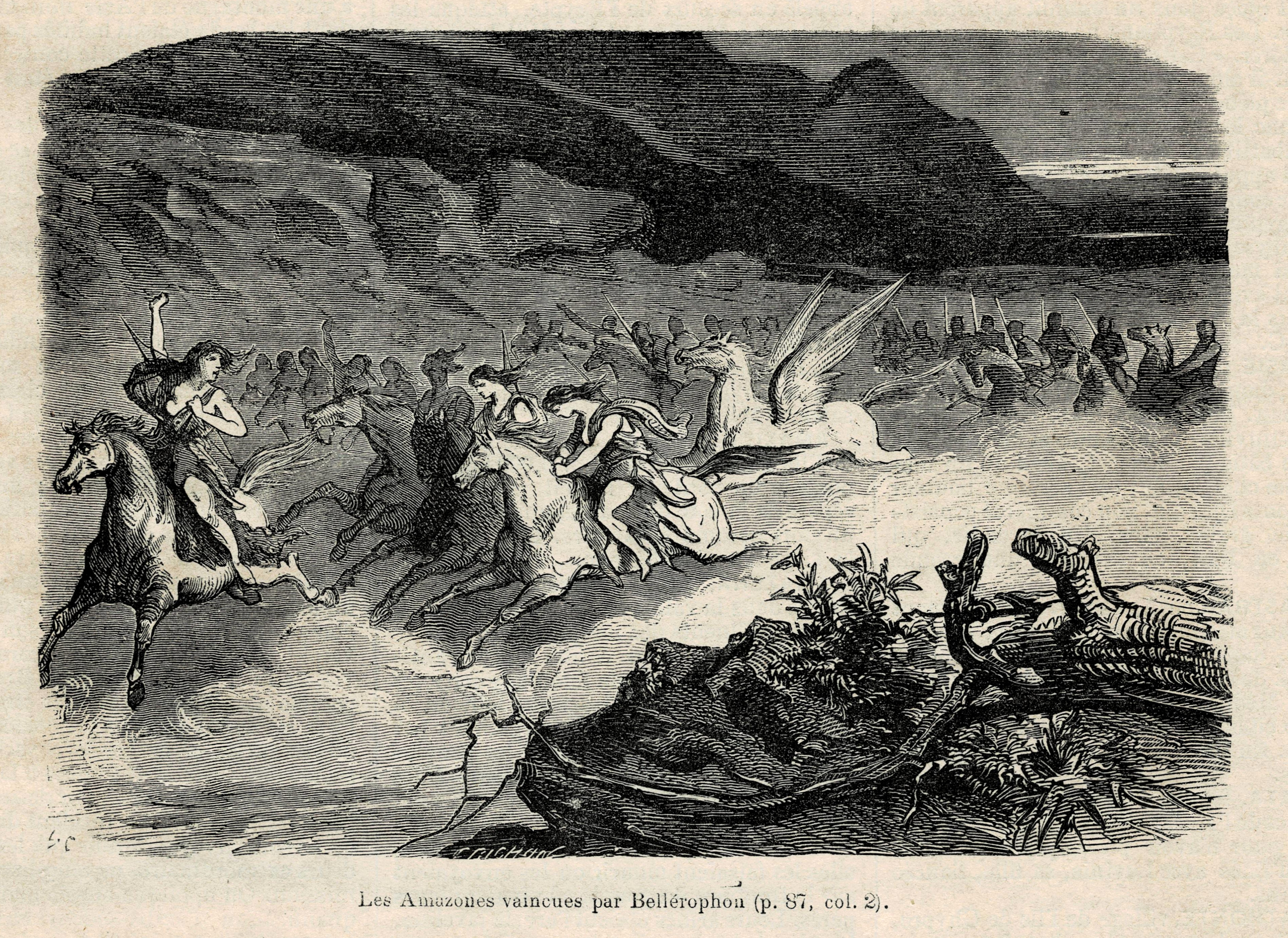
„Amazonky poražené Bellérofontem“, rytina z roku 1862

(4. obraz – Vnitřek Mithilenina stanu) Amazonky mezitím vytáhly proti Lýkii a přiblížily se. Vojsko vedené Mirinou jejich nové ležení minulo a Mithilene s Priene toho chtějí využít. Jenže některé s Amazonek přeběhly k Mirině a prozradily jejich nový tábor. Nepřítel útočí a Mithilene tuší porážku. Dává si předvést Bellerophona, aby alespoň jeho zabitím překazila Mirininy plány, ale Mirina přemůže její družky včas a sestru odzbrojí. Bellerophon je zbaven pout a Mirina slaví vítězství.
(5. obraz – Velké náměstí v hlavním městě Lýkie) Shromážděné obyvatelstvo vítá průvod vítězů; Mithilene a Priene jsou vedeny v poutech. Nyní je však Bellerophon vybízen veleknězem k tomu, aby splnil svou přísahu, a Mirina je ochotna podstoupit smrt z jeho rukou. Tu se Jobatesovi k nohám vrhá Phylas a prozrazuje, že Mirina je ve skutečnosti králova dcera Casandra. Bývalá královna Amazonek ji dala unést, když jí věštba předpověděla, že z Miriny bude slavná vojevůdkyně, která rozšíří říši Amazonek až k Tauru. Jobates se raduje – jednak má dceru zpět a jednak to považuje za znamení bohů, že Bellerophon je přísahy zproštěn. Mirina se stává lýkijskou dědičkou a Bellerophonovou nevěstou. Svou úlohu u Amazonek prohlašuje za naplněnou a usmiřuje se s Mithilene, které předává hodnost královny Amazonek; jejím posledním vladařským činem je uzavření míru mezi Amazonkami a Lýkií.